# Caldecote (Cambridgeshire)
Pour les articles homonymes, voir Caldecote.
Caldecote est un village et une paroisse civile du Cambridgeshire, en Angleterre. Il est situé dans le sud-ouest du comté, à une dizaine de kilomètres à l'ouest de la ville de Cambridge. Administrativement, il dépend du district du South Cambridgeshire.